# Jarosław Krawczyk
Jarosław Krawczyk (ur. 1955 w Warszawie) – doktor historii sztuki, felietonista, od 1995 do 2014 roku redaktor naczelny miesięcznika historycznego "Mówią Wieki". Autor książek Matejko i historia, Jan Matejko. Mistrz Legendy św. Stanisława oraz O Polsce i Polakach. W 2008 roku pod jego redakcją ukazał się zbiór artykułów Mówią Wieki. Antologia tekstów 1958-2007. W listopadzie 2010 roku ukazała się książka Wilanowski widnokrąg. Szkice o pałacu i sztuce europejskiej, której jest współautorem (wraz z Krzysztofem Chmielewskim). Książka ta jest historią sztuki europejskiej opartą na dziełach sztuki z kolekcji Muzeum Pałacu w Wilanowie.
W dniu 30 kwietnia 2009 został powołany przez Ministra Kultury i Dziedzictwa Narodowego na członka Rady Muzeum II Wojny Światowej w Gdańsku pierwszej kadencji (2009–2013).
W 2015 roku był członkiem jury Nagrody Literackiej i Historycznej Identitas.